# Achille Simonetti
Pour les articles homonymes, voir Simonetti.
Achille Simonetti est un violoniste et compositeur né le 12 juin 1857 et mort le 19 novembre 1928.

## Biographie
Il a grandi à Bologne, il a étudié avec Francesco Bianchi (compositeur), Eugenio Cavallini, Giuseppe Gamba et Charles Dancla. De 1912 à 1919, il est professeur à l'Académie royale d'Irlande. Il fut membre du London Trio[réf. souhaitée] et professeur à l'Académie royale irlandaise de musique[réf. souhaitée].

## Œuvre
- Madrigale pour violon CD Philips - Le violon enchanté (Ivry Gitlis)